# Клепикови
Кле́пикови (рос. Клепиковы) — присілок у складі Котельницького району Кіровської області, Росія. Входить до складу Біртяєвського сільського поселення.
Населення становить 2 особи (2010).